# Kuroyanagi Tetsuko
Kuroyanagi Tetsuko (黒柳 徹子 (黑柳 徹子) (Hắc Liễu Triệt Tử)/ くろやなぎ てつこ  sinh ngày 9 tháng 8 năm 1933 tại Tokyo) là một nữ diễn viên, người dẫn chương trình talk show, tác giả viết sách thiếu nhi, cố vấn tự nhiên của quỹ Quốc tế bảo vệ thiên nhiên WWF, đại sứ thiện chí của UNICEF nổi tiếng người Nhật Bản. Bà được biết đến với công tác từ thiện và được xem như người nổi tiếng Nhật Bản đầu tiên được ghi nhận ở tầm quốc tế. Năm 2006 Donald Richie đã viết về bà như là một người phụ nữ nổi tiếng và đáng mến mộ nhất Nhật Bản trong cuốn sách của mình Japanese Portraits: Pictures of Different People (Những Chân dung người Nhật: Bức tranh về những con người khác biệt).

## Năm tháng đầu đời
Kuroyanagi sinh tại Nogisaka, Tokyo vào năm 1933. Cha bà là một nghệ sĩ violin và bè trưởng đàn dây. Biệt danh khi bé của bà là Toto-chan (トットちゃん), theo cuốn hồi ký tự truyện của bà năm 1981, khi còn nhỏ bà theo học tại Trường tiểu học Tomoe (トモエ学園 (Học viện Tomoe) Tomoe Gakuen). Sau đó, bà học Đại học Âm nhạc Tokyo ngành opera vì bà có ý định trở thành ca sĩ opera. Tuy nhiên sau khi tốt nghiệp, bà lại đến với nghiệp diễn xuất và ngành giải trí truyền hình khi tham gia vào đoàn phim phát thanh truyền hình Tokyo (東京放送劇団 Tōkyō Hōsō Gekidan) và đào tạo tại studio Mary Tarcai tại New York. Kết quả là, bà trở thành nữ diễn viên Nhật Bản đầu tiên ký hợp đồng với Hãng phát thanh truyền hình Nhật Bản (NHK).

## Sự nghiệp
Sau khi lồng tiếng cho vai Lady Penelope trong loạt phim truyền hình Thunderbirds, Kuroyanagi bước đầu trở lên nổi tiếng vào 1975 khi bà lập chương trình truyền hình buổi chiều mang tên "Căn phòng của Tetsuko" (徹子の部屋/ てつこ の へや Tetsuko no Heya), là chương trình talk show đầu tiên trên sóng truyền hình Nhật Bản. Chương trình được phát sóng bởi kênh truyền hình tư nhân TV Asahi, trong đó, Kuroyanagi sẽ thảo luận với những người nổi tiếng ở nhiều lĩnh vực, từ truyền hình đến thể thao hay chính trị. Chương trình rất thành công và bà bắt đầu trở thành một hiện tượng tại Nhật, trái với hình ảnh những người phụ nữ phục tùng và mang tính chất người vợ trên truyền hình Nhật. Thống kê cho thấy, cho đến những năm 90, Kuroyanagi đã phỏng vấn hơn 2000 khách cả Nhật Bản lẫn nước ngoài. Chính sự ấm áp của bà trong vai trò một người phỏng vấn cùng với nghệ thuật nói chuyện khéo léo của bà mà chương trình này mới tồn tại lâu đến vậy. Bà cũng được khán giả Nhật biết đến vì thường xuất hiện trong show trò chơi "Bí ẩn thế giới" (世界・ふしぎ発見!).
Năm 1981 đánh dấu một bước ngoặt trong sự nghiệp của Kuroyanagi khi bà xuất bản cuốn sách thiếu nhi Totto-chan: Cô bé bên cửa sổ. Trong đó bà viết về giá trị của sự giáo dục vượt ra khỏi khuôn khổ bình thường mà bà nhận được tại trường tiểu học Tomoe trong giai đoạn Thế Chiến thứ 2, và thầy giáo của bà Kobayashi Sosaku (小林宗作). Cuốn sách là cuốn tự truyện về thời thơ ấu của bà, đến khi được phát hành đã trở thành cuốn sách được bán chạy nhất lịch sử Nhật Bản. Cuốn sách được dịch ra tiếng Anh lần đầu năm 1984 bởi Dorothy Britton và được xuất bản tại hơn 30 quốc gia. Tác phẩm lần đầu tiên chính thức xuất bản tại Việt Nam năm 2011 với bản dịch trực tiếp từ nguyên tác của Trương Thùy Lan.

## Công tác từ thiện
Kuroyanagi được quốc tế biết đến với hoạt động từ thiện và vận động gây quỹ của mình. Bà lập quỹ Totto được đặt tên theo nhân vật chính trong cuốn tự truyện của mình Totto-chan: Cô bé bên cửa sổ. Quỹ chuyên dùng để đào tạo những diễn viên khiếm thính, thực hiện mong muốn của bà trong việc đưa nhà hát đến với người khiếm thính.
Năm 1984, để ghi nhận công tác từ thiện của Kuroyanagi, bà đã được chỉ định làm đại sứ thiện chí của Quỹ nhi đồng Liên Hợp Quốc UNICEF và trở thành người châu Á đầu tiên giữ cương vị này. Trong suốt những năm cuối thập niên 80 đến thập niên 90, bà đã đến thăm nhiều đất nước đang phát triển tại châu Á và châu Phi để thực hiện công tác từ thiện và nhiệm vụ đại sứ thiện chí của mình, giúp đỡ trẻ em chịu cảnh bệnh tật và chiến tranh cũng như nâng cao nhận thức của quốc tế về hoàn cảnh của trẻ e ở những nước nghèo. Chuyến thăm của và đến Angola năm 1989 được ghi nhận là chuyến thăm của yếu nhân Nhật Bản đầu tiên đến đây và đánh một dấu mốc lên quan hệ ngoại giao giữa hai nước. Kuroyanagi đã kêu gọi hơn 20 triệu USD cho các chương trình của UNICEF mà bà tham gia, thông qua chiến dịch gây quỹ trên truyền hình. Bà cũng dùng tiền bản quyền từ cuốn sách của mình Totto-chan: Cô bé bên cửa sổ để đóng góp cho UNICEF.
Năm 1997, Kuroyanagi xuất bản cuốn sách "Những đứa trẻ của Totto-chan" (トトちゃんの子供たち) dựa trên những trải nghiệm của mình khi làm đại sứ thiện chí của UNICEF từ 1984 đến 1996. Bà còn là giám đốc chi nhánh của quỹ WWF tại Nhật Bản.
Kuroyanagi đã 2 lần mang nhà hát khiếm thính quốc gia Mỹ America's National Theater of the Deaf đến Nhật Bản và cùng diễn với họ bằng ngôn ngữ ký hiệu.

## Sự tôn vinh
Với sự tham gia vào ngành giải trí truyền hình và truyền thông của mình, Kuroyanagi đã giành giải thưởng phát thanh truyền hình văn hóa Nhật Bản, là sự tôn vinh cao nhất trong ngành truyền hình tại Nhật. Kể từ đó đến nay, bà đã được bình chon là nhân vật truyền hình được yêu thích nhất Nhật Bản 14 lần với show "Căn phòng của Tetsuko".
Năm 2000, bà trở thành người đầu tiên được nhận giải thưởng "Lãnh đạo toàn cầu cho trẻ em" (Global Leadership for Children Award) do UNICEF lập ra nhân kỷ niệm lần thứ mười hội nghị thượng đỉnh thế giới về trẻ em toàn World Summit for Children năm 1990. Vào tháng 5 năm 2003, Bà được nhận huân chương Thụy Bảo vì những cống hiến của mình cho trẻ em trên thế giới trong suốt hai thập kỷ.